# España, la primera globalización
España, la primera globalización és un documental històric espanyol, dirigit per José Luis López-Linares i estrenat en 2021.

## Producció
El projecte va comptar amb un pressupost de 210 mil euros, dels quals 96.160 euros es van aconseguir mitjançant una campanya de micromecenatge per internet. Va aconseguir una recaptació de 297 mil euros en cinemes en 2021.

## Contingut
El documental posa el focus a explicar aspectes poc coneguts de la història de l'Imperi Espanyol per revertir la Llegenda negra espanyola. Compta amb la participació de 39 historiadors, com John Elliott, María Ángeles Pérez Samper, Ricardo García Cárcel, Ramón Tamames, Nigel Townson, Marcelo Gullo, Carmen Iglesias Cano, Elvira Roca Barea, Pedro Insúa o Carlos Martínez Shaw.

## Recepció
España, la primera globalización va estar més de sis setmanes en cartellera a Espanya i es va convertir en el documental més vist de l'any a Espanya amb més de 44 mil espectadors. En les Medalles del Cercle d'Escriptors Cinematogràfics de 2021 va estar nominada en la categoria de millor llargmetratge documental.